# Maksim Ciudov
Maksim Ciudov (n. 12 noiembrie 1982, Mikhaylovka⁠(d), RSFS Rusă, URSS) este un biatlonist ce a reprezentat Rusia, medaliat olimpic. A participat la 2 ediții ale Jocurilor Olimpice (2006, 2010) în care a câștigat o medalie de bronz.